# Dreamscape
Dreamscape，是香港女歌手姚焯菲於2024年推出的一首粵語單曲（含英語詞），由TonYnoT、Claudia Koh作曲，朱琳、TonYnoT填詞，由愛爆音樂發行。

## 創作與製作
此歌是愛爆音樂旗下女歌手姚焯菲2024年的第二首、出道以來的第七首個人單曲，亦是她第一首跳唱歌曲，當時她年僅17歲。歌詞與前作初心小島都以少女成長為主題，但角度有所不同，此歌描述了女孩們通宵舉行派對的反叛心態。
此歌時長3分03秒，以
拍的F大調創作，每分鐘122拍，由TonYnoT、Claudia Koh作曲，朱琳、TonYnoT填詞，TonYnoT編曲，TonYnoT、馮翰銘監製。

## 音樂影片
正在新西蘭留學的姚焯菲於假期回香港期間拍攝了此歌的音樂影片，片中的舞蹈片段有兩名年青舞蹈員Anna及Bibi為姚焯菲伴舞，三人亦演出了片中的其他片段。音樂影片於2024年4月11日在YouTube公開。在早期的現場演出中，亦是該兩名舞蹈員擔任伴舞，她們獲得了觀眾注意。

## 發行及宣傳
此歌於2024年4月8日由愛爆音樂派至各電台，同日在各音樂串流平台數碼發售。
配合此歌推出，姚焯菲的歌迷會從4月20日起在尖沙咀美麗華廣場舉行相關展覽，以作宣傳。姚焯菲亦出席了展覽的開幕禮並進行現場表演。

## 派台榜單成績
| 週數 | 香港                         | 香港                          | 香港                  | 香港         |
| 週數 | 商業電台 叱咤903 903專業推介 | 香港電台第二台 中文歌曲龍虎榜 | 新城知訊台 勁爆流行榜 | TVB 勁歌金榜 |
| 週數 | 名次                         | 名次                          | 名次                  | 名次         |
| ---- | ---------------------------- | ----------------------------- | --------------------- | ------------ |
| 17   | -                            | -                             | 9                     | -            |
| 18   | -                            | -                             | 5                     | -            |
| 19   | 17                           | -                             | 2                     | 13           |
| 20   | 10                           | -                             | -                     | 12           |
| 21   | -                            | -                             | -                     | 11           |
| 22   | -                            | -                             | -                     | 5            |
| 23   | -                            | -                             | -                     | 3            |
| 24   | -                            | -                             | -                     | 3            |
| 25   | -                            | -                             | -                     | 2            |
| 26   | -                            | 7                             | -                     | 1            |
| 27   | -                            | 6                             | -                     | -            |
| 28   | -                            | 2                             | -                     | -            |

## 備註
1. ↑  再前一首單曲這個姿態則以年青人應突破框架為題。
2. ↑  有些來源將留學地點誤作澳洲。

## 資料來源
1. ↑  . 巴士的報. 2024-04-11  [2024-07-04] （中文（香港））.
2. ↑  . Song BPM.   [2024-07-05] （英语）.
3. 1 2  . 叱咤903. 2024-04-08  [2024-07-05]. （原始内容存档于2024-06-16） （中文（香港））.
4. ↑  . AM730. 2024-04-11  [2024-07-04]. （原始内容存档于2024-05-25） （中文（香港））.
5. ↑  金秀玲. . 香港01. 2024-04-21  [2024-07-04]. （原始内容存档于2024-05-24） （中文（香港））.
6. ↑  . 新城知訊台. 2024-04-08  [2024-07-05]. （原始内容存档于2024-06-19） （中文（香港））.
7. ↑  . KKBOX. 2024-04-08  [2024-07-05] （中文（繁體））.
8. ↑  . Apple Music. 2024-04-08  [2024-07-05] （美国英语）.
9. ↑  . 巴士的報. 2024-04-17  [2024-07-04] （中文（香港））.
10. ↑  . 明周娛樂. 2024-04-21  [2024-07-04]. （原始内容存档于2024-05-29） （中文（香港））.